# عبدالحمید تاجیک
عبدالحمید تاجیک (انگلیسی: Abdul Hamid Tajik؛ زادهٔ ۱۹۲۳) بازیکن فوتبال اهل افغانستان بود.
وی به همراه  تیم ملی فوتبال افغانستان در بازی‌های المپیک تابستانی ۱۹۴۸ شرکت کرده است.